# توماش درابک
توماش درابک (لهستانی: Tomasz Drabek؛ زادهٔ ۱۹ ژوئیه ۱۹۷۳) بازیگر اهل لهستان است. او یکی از بنیانگذاران انجمن و مرکز هنری «کنتراست» در بیلسکو بیاوا است.
از فیلم‌ها یا مجموعه‌های تلویزیونی که وی در آن‌ها نقش داشته‌است، می‌توان به گوش آقای رئیس، نبرد ورشو ۱۹۲۰، پرستار کودک، تشخیص، دوران افتخار، دوستان و قانون حقیقی اشاره نمود.